# Fiołek dłoniasty

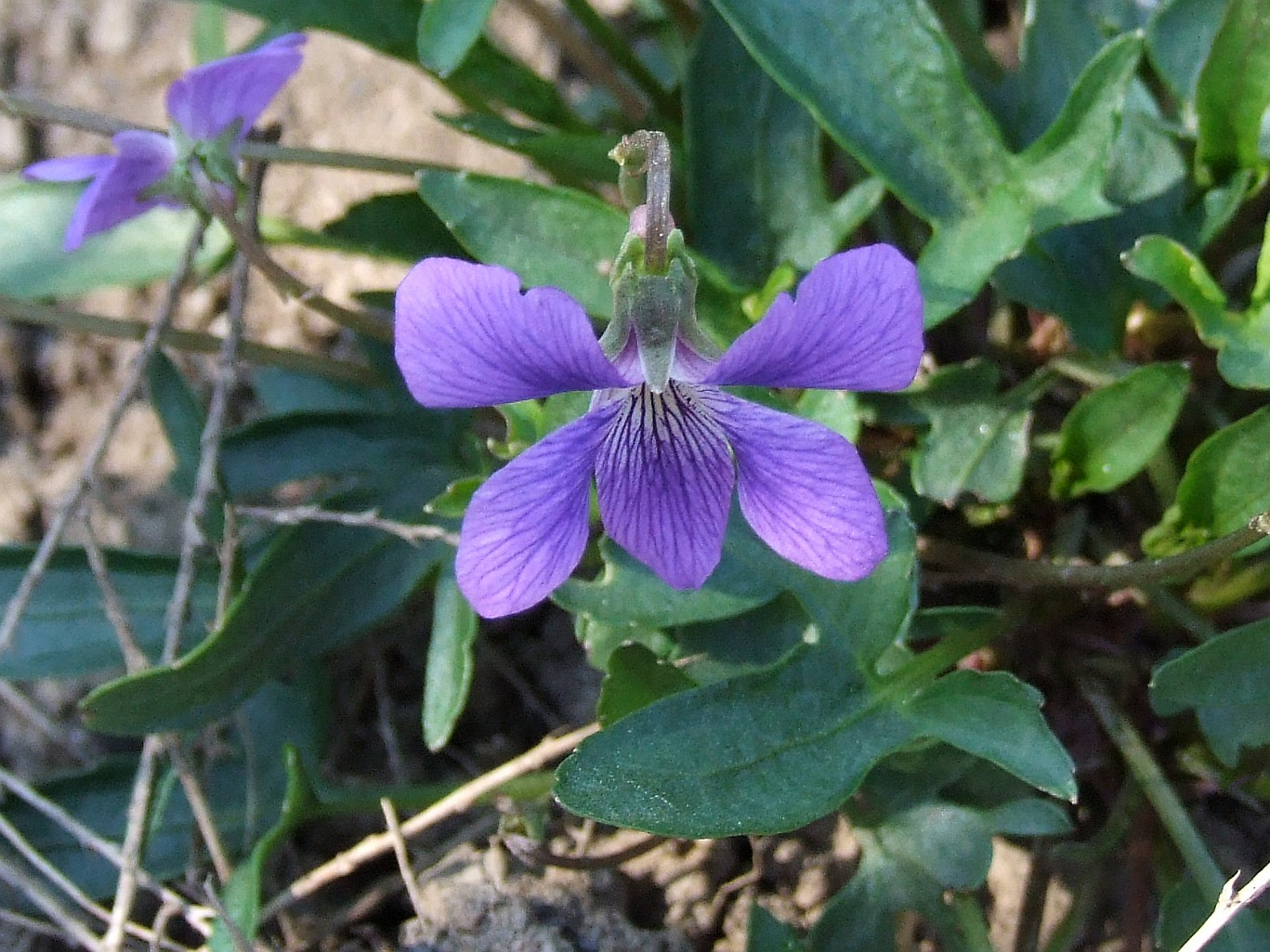
Kwiat

Fiołek dłoniasty (Viola palmata Schrank) – gatunek rośliny z rodziny fiołkowatych. Pochodzi z Ameryki Północnej. Jest uprawiany w wielu krajach jako roślina ozdobna, w Polsce rzadko.

## Morfologia
PokrójTworzy niskie kępy. Pod ziemią posiada częściowo zdrewniałe kłącze otoczone zeschłymi przylistkami.
LiścieLiście odziomkowe różniące się kształtem od liści innych fiołków: są głęboko 3-7 wrębne o odcinkach ostro zakończonych. Są ciemnozielone, lekko nabiegłe czerwono.
KwiatyNa długich, nagich szypułkach, wyrastające wprost z kłączy. Są niebieskie z fioletową nerwacją. Czasami trafiają się kwiaty białe. Mają 5 zaokrąglonych, odwrotnie jajowatych do okrągło-jajowatych płatków o długości do 2 cm. Działki kielicha zielone, o długości do 8 mm, ostro zakończone. Wewnątrz kwiatów 5 pręcików o jasnożółtych pylnikach i 1 zielonkawo-biały słupek.
OwocTorebka zawierająca liczne, czarne i lśniące nasiona.

## Biologia i ekologia
Bylina, hemikryptofit. Kwitnie wiosną. Kwiaty zapylane są przez owady, nasiona zawierają elajosom i rozsiewane są głównie przez mrówki.

## Zastosowanie i uprawa
Nadaje się na rabaty i do ogródków skalnych. Doskonale czuje się na stanowiskach słonecznych. Nie ma wymagań co do gleby, dobrze rośnie zarówno na lekkich, przepuszczalnych i suchych glebach jak i na glebach podmokłych. Podobnie, jak i inne fiołki rozmnaża się go przez nasiona, które dość dobrze zachowują cechy rośliny rodzicielskiej.